# Catocala haroldiana
Catocala haroldiana là một loài bướm đêm trong họ Erebidae.